# Спліт-кватерніон
|   | i  | j | k  |
| - | -- | - | -- |
| i | −1 | k | −j |
| j | -k | 1 | -i |
| k | j  | i | 1  |

Спліт-кватерніо́ни  — чотиривимірні гіперкомплексні числа виду {\displaystyle \ a+bi+cj+dk} (вперше описані Джеймсом Коклі у 1849 році), де
{\displaystyle \ a,b,c,d} — дійсні числа,
{\displaystyle \ i,j,k} — уявні одиниці,
для яких виконується:
{\displaystyle \ i^{2}=-1,\quad j^{2}=+1,\quad ij=k} — все як для тессарінів,
тільки замість комутативності (що приводить до {\displaystyle k^{2}=-1}), вимагається
{\displaystyle k^{2}=+1}.
З цього отримуємо антикомутативність:
{\displaystyle {\begin{matrix}ij&=&-ji&=&k,\\jk&=&-kj&=&-i,\\ki&=&-ik&=&j.\end{matrix}}}
Дещо в іншій формі (із заміною k на -k) вони трапляються під назвою пара-кватерніони.
- Спліт-кватерніон як і тессаріни можна записати у вигляді {\displaystyle \ (a+bi)+(c+di)j=A+Bj,} де

{\displaystyle \ A,B}— комплексні числа.
- Кільце спліт-кватерніонів, на відміну від кватерніонів, містить дільники нуля, нільпотентні елементи й нетривіальні ідемпотентні елементи.

## Пов'язані означення
Для спліт-кватерніона {\displaystyle \,q=a+bi+cj+dk},
- спліт-кватерніон {\displaystyle {\bar {q}}=a-bi-cj-dk} називається спряженим до  {\displaystyle \,q}.

- Як і для комплексних чисел, модуль спліт-кватерніона визначається як: {\displaystyle |q|={\sqrt {q{\bar {q}}}}={\sqrt {a^{2}+b^{2}-c^{2}-d^{2}}}.}

## Діагональний базис
В тессарінів, як і в подвійних числах, присутня уявна одиниця {\displaystyle \ j^{2}=+1,} отже, також існують два ортогональні ідемпотентні елементи:
{\displaystyle e_{1}={1-j \over 2},\quad e_{2}={1+j \over 2}\qquad \Rightarrow \qquad {\begin{cases}e_{1}e_{1}=e_{1}\\e_{2}e_{2}=e_{2}\\e_{1}e_{2}=0\end{cases}},}
які можна використати як альтернативний базис:
{\displaystyle \ A+Bj=(A-B)e_{1}+(A+B)e_{2}={\Big (}a-c+(b-d)i{\Big )}e_{1}\;+\;{\Big (}a+c+(b+d)i{\Big )}e_{2}={\tilde {A}}e_{1}+{\tilde {B}}e_{2}}
У даному базисі додавання, множення та ділення обчислюються покомпонентно. Ділення не визначене коли {\displaystyle {\tilde {A}}} чи {\displaystyle {\tilde {B}}} рівні нулю.

## Матричне представлення
Спліт-кватерніон може бути представлений у вигляді матриці 2×2 із комплексних чисел:
{\displaystyle {\begin{pmatrix}a+bi&c+di\\c-di&a-bi\end{pmatrix}}}